# Louise de Nassau-Ottweiler
Louise de Nassau-Ottweiler est née à Ottweiler (Comté de Nassau-Ottweiler) le 17 décembre 1686 et meurt à Dhaun le 16 avril 1773. Elle est une noble allemande fille du comte Frédéric-Louis de Nassau-Ottweiler et de Christine de Ahlefeldt (1659-1695).

## Mariage et descendance
Le 19 janvier 1704 elle se marie à Ottweiler avec Charles de Salm-Dhaun (1675-1733), fils du comte Jean-Philippe II de Salm-Dhaun (1645-1693) et d'Anne-Catherine de Nassau-Ottweiler (1653-1731). Le mariage a 10 enfants :
- Catherine-Louise (1705-1786) ;
- Caroline (1706-1786), mariée en 1726 avec Charles-Louis de Leiningen-Dagsbourg-Hardenbourg ;
- Christine (1710-1773) ;
- Wilhelmine (1711-1732) ;
- Albertine (1716) ;
- Charles-Auguste (1718-1732) ;
- Sophie-Charlotte de Salm-Dhaun (1719-1770), mariée en 1743 avec Jean comte palatin de Birkenfeld à Gelnhausen ;
- Louise de Salm-Dhaun (1721-1791), mariée en 1744 avec Guillaume-Louis de Kirchberg (1709-1751) ;
- Jean-Philippe III de Salm-Dhaun (1724-1742) ;
- Jeanne-Louise (1725).